# 마이클 케인
마이클 케인 경(Sir Michael Caine, CBE, 1933년 3월 14일 ~ )은 영국의 배우, 작가이다.
런던 근교에서 수산시장 배달원 아버지와 청소원 어머니 사이에 2남 중 장남으로 태어났으며, 18세 때인 1951년 영국 육군에 입대하여 한국 전쟁에 참전하기도 하였다.

## 친분 관계
스코틀랜드의 배우 숀 코너리 경과 오랜 친분이 있으며, 1975년 영화 《왕이 되려던 사나이》에서는 공동 주연을 맡기도 했다.

## 출연 작품
- 《배트맨 비긴즈》
- 《플로리스》 - 홉스 역
- 《다크 나이트》
- 《다크 나이트 라이즈》
- 《줄루》
- 《공군 대전략》
- 《머나먼 다리》
- 《프레스티지》
- 《머펫의 크리스마스 캐롤》
- 《왕이 되려던 사나이》
- 《겟 카터》
- 《이탈리안 잡》
- 《세컨핸드 라이온스》
- 《미스 에이전트》 - 빅터 역
- 《승리의 탈출》
- 《포세이돈 어드벤처 2》
- 《나우 유 씨 미: 마술사기단》
- 《나우 유 씨 미 2》
- 《사이더 하우스》
- 《고잉 인 스타일》 - 조 역
- 《해리 브라운》 - 해리 브라운 역
- 《잃어버린 세계를 찾아서 2: 신비의 섬》 - 알렉산더 역
- 《셜록 놈즈》 - 레드브릭 경 역 (더빙)
- 《크리미널: 해튼 가든》 - 브라이언 역
- 《디어 딕테이터》
- 《테넷》 - 크로스비 역
- 《컴 어웨이》
- 《크리미널 트위스트》
- 《치명적인 중독: 히스 레저》 (다큐멘터리)

## 상훈
- 1966년 제1회 전미 비평가 협회상 남우주연상
- 1967년 캔자스시티 비평가 협회상 남우주연상
- 1975년 이브닝 스탠더드 영화제 남우주연상
- 1984년 제41회 골든 글로브 시상식 뮤지컬/코미디부문 남우주연상
- 1984년 제37회 영국 아카데미 영화상 남우주연상
- 1987년 제59회 아카데미 남우조연상
- 1988년 제45회 골든 글로브 시상식 TV영화/미니시리즈부문 남우주연상
- 1990년 BAFTA 브리타니아 어워즈(Britannia Awards)
- 1992년 대영 제국 훈장 3등급(CBE) 수훈[2]
- 1996년 제44회 산세바스티안 국제 영화제 남우주연상
- 1996년 브리티시 필름 인스티튜드 어워즈 팔로우 쉽 상
- 1998년 제69회 미국비평가협회상 평생공로상
- 1999년 제56회 골든 글로브 시상식 뮤지컬/코미디부문 남우주연상
- 1999년 제20회 런던 영화 비평가 협회상 영국남우조연상
- 1999년 이브닝 스탠더드 영화제 특별상
- 2000년 제6회 미국 배우 조합상 영화부문 남우조연상
- 2000년 제72회 아카데미 남우조연상
- 2000년 엠파이어 어워즈 평생공로상
- 2000년 BAFTA 공로상(BAFTA Fellowship)
- 2000년 기사작위(Knight Bachelor) 서임[1]
- 2000년 제48회 산세바스티안 국제 영화제 평생공로상
- 2002년 제7회 새틀라이트 시상식 드라마부문 남우주연상
- 2002년 제23회 런던 영화 비평가 협회상 남우주연상
- 2003년 제1회 방콕 국제 영화제 남우주연상
- 2003년 샌프란시스코 비평가 협회상 남우주연상
- 2004년 제31회 링컨 센터 갈라트리뷰트상(Lincoln Center Gala Tribute honors)
- 2006년 제27회 런던 영화 비평가 협회상 영국남우조연상
- 2009년 브리티시인디펜던트필름어워즈 버라이어티상
- 2009년 쇼웨스트어워즈 평생공로상
- 2011년 프랑스 문예공로훈장 코망되르
- 2015년 제28회 유럽 영화상 유러피안 남우주연상
- 2015년 제28회 유럽 영화상 공로상
- 2015년 디트로이트 영화 비평가 협회상 남우주연상